# کامبیز آتابای
کامبیز آتابای (۱۳۱۸ در گنبد کاووس) از ترکمن‌های ایرانی است که دهمین رئیس فدراسیون فوتبال ایران و ششمین رئیس کنفدراسیون فوتبال آسیا بوده‌است. او که پسر ابوالفتح آتابای است، پیش از انقلاب «مدیر کل فنی و خدمات عمومی» در دربار پهلوی بود و پس از انقلاب رئیس دفتر فرح پهلوی در نیویورک شد.

## فوتبال
دوران مدیریت کامبیز آتابای در فدراسیون فوتبال، «از حیث تشکیلات یکی از مهمترین و برجسته‌ترین دوران مدیریت فوتبال ایران بود». آتابای بنیانگذار جام تخت جمشيد بود.

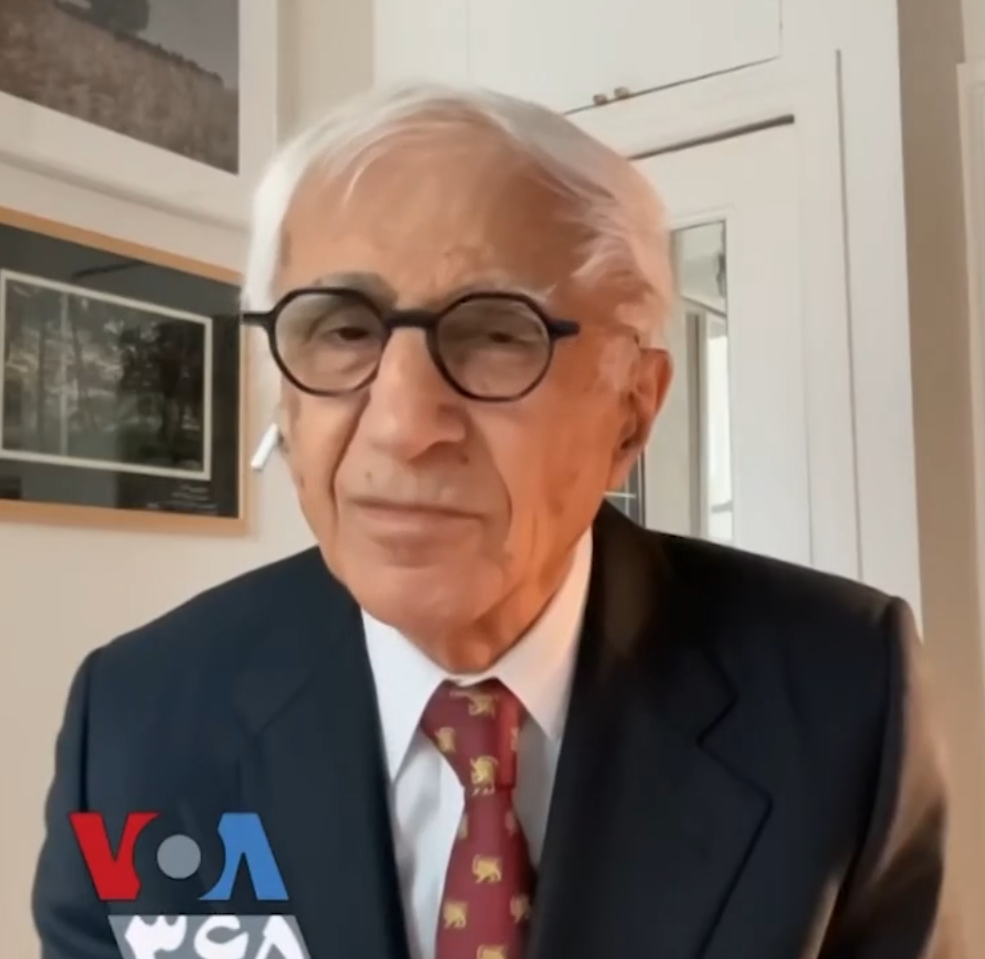
آتابای در صدای آمریکا در سال ۱۴۰۱.